# Anne Konaté
Anne Konaté (* 1950 als Anne Konde) ist eine Politikerin und Diplomatin der Republik Burkina Faso.

## Werdegang
Sie ist Mutter einer Tochter. Von 1984 bis 1986 war sie Generalsekretärin des Außenministeriums in Ouagadougou. 1986 wurde sie zur Botschafterin bei den Regierungen der Elfenbeinküste und Malis ernannt. Da aber zu dieser Zeit der Krieg um den Agacher-Streifen ausgetragen wurde, hatte sie keine Gelegenheit, ihr Beglaubigungsschreiben in Bamako anzubringen. Deshalb residierte sie bis 1990 in Abidjan (Elfenbeinküste) und war bei den Regierungen des Senegal, Mauretanien, Guinea-Bissau, Guinea, Gambia und Kap Verde koakkreditiert. Von 1990 bis 1999 war sie Botschafterin in Kopenhagen (Dänemark) und war bei den Regierungen von Schweden, Norwegen, Island, Finnland, Estland, Lettland und Litauen koakkreditiert.
1996 wurde sie in dieser Funktion Doyenne du Corps Diplomatique.
Von 1999 bis 2000 war sie stellvertretende Finanzministerin für wirtschaftliche Entwicklung.
Im Januar 2000 wurde sie zur Minister-Delegierten des Ministerpräsidenten für wirtschaftliche Entwicklung ernannt. Im Februar 2001 wurde sie zur Minister-Delegierten des Ministers für Finanzen und Wirtschaft, zuständig für wirtschaftliche Entwicklung, ernannt.